# Gertrud Bodlund
Gertrud Margareta Bodlund, född 4 juni 1899 i Söderhamn, död 24 oktober 1988 i Göteborg, var en svensk skådespelare och scripta.

## Filmografi
- 1939 – Rena rama sanningen
- 1940 – Stål
- 1941 – Lärarinna på vift
- 1941 – Den ljusnande framtid
- 1946 – 91:an Karlsson. "Hela Sveriges lilla beväringsman"
- 1947 – 91:an Karlssons permis
- 1947 – Kronblom
- 1948 – Loffe som miljonär
- 1949 – Kronblom kommer till stan
- 1956 – Sceningång
- 1959 – Fröken Chic
- 1972 – Dela lika (TV-serie)
- 1974 – Domaren
- 1976 – Hem till byn (TV-serie)
- 1976 – Raskens (TV-serie)
- 1982 – Flickan som inte kunde säga nej

## Teater

### Roller (ej komplett)
| År   | Roll                | Produktion                                            | Regi            | Teater                        |
| ---- | ------------------- | ----------------------------------------------------- | --------------- | ----------------------------- |
| 1923 | Madam Flod          | Hemsöborna August Strindberg                          |                 | Södermalms Teater             |
| 1935 |                     | Filip den store Oscar Rydqvist                        |                 | Vanadislundens friluftsteater |
| 1947 | Lady Jedburgh       | Solfjädern Oscar Wilde                                | Martha Lundholm | Vasateatern                   |
| 1948 | Fru Halm            | Kärlekens komedi Henrik Ibsen                         | Martha Lundholm | Vasateatern                   |
| 1948 | Millicent Tower     | Jane W. Somerset Maugham                              | Ernst Eklund    | Vasateatern Även turné        |
| 1949 |                     | Fröjd för stunden Noël Coward                         | Ernst Eklund    | Lisebergsteatern              |
| 1949 | Mrs Alice Chauvenet | Harvey Mary Chase                                     | Martha Lundholm | Vasateatern                   |
| 1950 | Madame Douchemain   | Ungkarlsmamman Marc-Gilbert Sauvajan och Fred Jackson | Martha Lundholm | Vasateatern                   |
| 1951 | Josephine Peters    | Skaffa mig en våning Doris Frankel                    | Per Gerhard     | Vasateatern                   |
| 1952 | Mrs Davidson        | Regn John Colton och Clemence Randolph                | Martha Lundholm | Vasateatern                   |
| 1959 |                     | Major Barbara George Bernard Shaw                     | Keve Hjelm      | Göteborgs stadsteater         |
| 1959 |                     | Vid skilda bord Terence Rattigan                      | Åke Falck       | Göteborgs stadsteater         |
| 1963 |                     | Iguanans natt Tennessee Williams                      | Yngve Nordwall  | Göteborgs stadsteater         |
| 1963 |                     | Orkestern Jean Anouilh                                | Herman Ahlsell  | Göteborgs stadsteater         |

## Radioteater

### Roller
| År   | Roll       | Produktion                           | Regi           |
| ---- | ---------- | ------------------------------------ | -------------- |
| 1955 | Fru Rummel | Samhällets stöttepelare Henrik Ibsen | Helge Wahlgren |

### Fotnoter
1. ↑  ”Gertrud Bodlund”. Svensk Filmdatabas. http://sfi.se/sv/svensk-filmdatabas/Item/?type=PERSON&itemid=61096&ref=%2ftemplates%2fSwedishFilmSearchResult.aspx%3fid%3d1225%26epslanguage%3dsv%26searchword%3dGertrud+Bodlund%26type%3dPerson%26match%3dBegin%26page%3d1%26prom%3dFalse. Läst 18 oktober 2012.
2. ↑  ”Teater och Musik”. Dagens Nyheter:  s. 6. 19 februari 1923. http://arkivet.dn.se/arkivet/tidning/1923-02-19/48/6. Läst 26 juli 2015.
3. ↑  ”Teater Musik Film”. Dagens Nyheter:  s. 12. 6 juni 1935. http://arkivet.dn.se/arkivet/tidning/1935-06-06/152/12. Läst 28 december 2015.
4. ↑  ”Solfjädern”. Musikverket. http://calmview.musikverk.se/CalmView/Record.aspx?src=CalmView.Performance&id=PERF14161&pos=446. Läst 5 maj 2016.
5. ↑  ”Kärlekens komedi”. Musikverket. http://calmview.musikverk.se/CalmView/Record.aspx?src=CalmView.Performance&id=PERF14122&pos=447. Läst 5 maj 2016.
6. ↑  ”Jane”. Musikverket. http://calmview.musikverk.se/CalmView/Record.aspx?src=CalmView.Performance&id=PERF14111&pos=449. Läst 5 maj 2016.
7. ↑  ”Harvey”. Musikverket. http://calmview.musikverk.se/CalmView/Record.aspx?src=CalmView.Performance&id=PERF14110&pos=454. Läst 5 maj 2016.
8. ↑  ”Ungkarlsmamman”. Musikverket. http://calmview.musikverk.se/CalmView/Record.aspx?src=CalmView.Performance&id=PERF14166&pos=456. Läst 4 maj 2016.
9. ↑  ”Skaffa mig en våning”. Musikverket. http://calmview.musikverk.se/CalmView/Record.aspx?src=CalmView.Performance&id=PERF14160&pos=457. Läst 4 maj 2016.
10. ↑  ”Regn”. Musikverket. http://calmview.musikverk.se/CalmView/Record.aspx?src=CalmView.Performance&id=PERF14159&pos=459. Läst 4 maj 2016.
11. ↑  ”Tidningsnotis”. Dagens Nyheter:  s. 20. 1 februari 1959. https://arkivet.dn.se/tidning/1959-02-01/30/20. Läst 26 september 2020.
12. ↑  ”Scenförändringar: Vårpjäser i Lilla London”. Dagens Nyheter:  s. 17. 23 april 1959. https://arkivet.dn.se/tidning/1959-04-23/109/17. Läst 26 september 2020.
13. ↑  Ebbe Linde (25 januari 1963). ”Iguananatten omigen”. Dagens Nyheter:  s. 11. https://arkivet.dn.se/tidning/1963-01-26/25/11. Läst 26 september 2020.
14. ↑  Ebbe Linde (1 december 1963). ”Mästare och mästerlärjunge”. Dagens Nyheter:  s. 30. https://arkivet.dn.se/tidning/1963-12-01/327/30. Läst 26 september 2020.
15. ↑  ”Radioprogrammet”. Dagens Nyheter:  s. 32. 3 november 1955. https://arkivet.dn.se/tidning/1955-11-03/299/32. Läst 27 december 2021.